# Туган-Барановський Михайло Іванович
Миха́йло Іва́нович Туган-Барановський (8 (20) січня 1865, с. Солоне, Харківська губернія, Російська імперія (зараз — Україна) — 21 січня 1919, біля станції Затишшя, УНР) — український учений-економіст. Перший економіст зі Східної Європи, наукові теорії якого визнали зарубіжні вчені різних шкіл і напрямків; один із найкращих знавців кон'юнктурних економічних циклів, автор численних праць з питань теорії вартості, розподілу суспільного доходу, історії господарського розвитку та кооперативних основ господарської діяльності. Генеральний секретар фінансів УЦР (серпень-листопад 1917). Один із фундаторів Української Академії Наук, доктор економіки (1899).

## Життєпис
Народився на Харківщині, у селі Солоному (точніше — в нині не існуючому селі Соляниківка, що було за 2 км від Старовірівки) Куп'янського повіту, у дворянській родині. Рід батька походив із литовських татар (повне прізвище — Туган-Мірза-Барановський), мати — українська шляхтичка литовсько-польського походження з Полтавщини.
Освіту розпочав у Другій Московській гімназії, продовжив у Першій київській і закінчив у Другій Харківській. У 1884 вступив на фізико-математичний факультет Харківського університету. Закінчив 1888 екстерном природничо-математичний, здобув ступінь кандидата наук; 1890 і правничо-економічний факультети Харківського університету і доповнював студії у Великій Британії (1892).
У 1890 у журнал «Юридический Вестник» опублікував першу наукову працю «Вчення про граничну корисність господарських благ як причина їхньої цінності», у якій виступив із критикою теорій трудової вартості та граничної корисності. Вивчаючи економічні теорії, опублікував біографічні нариси: «Прудон, его жизнь и деятельность» (1891) та «Д. С. Милль, его жизнь и учено-литературная деятельность» (1892).
З 1893 працював у департаменті торгівлі й мануфактур міністерства фінансів столоначальником.
У 1894 опублікував відому працю «Промислові кризи у сучасній Англії, їхні причини та вплив на народне життя», за яку здобув у Московському університеті ступінь магістра політичної економії.
У 1895 вступив до Вільного Економічного Товариства (головою з 1896) і брав активну участь на цьому форумі в економічних дискусіях народників і марксистів. Разом із П. Струве став визначнішим прихильником т. зв. легального марксизму і в 1890-х pp. надрукував низку статей, нерідко полемічного характеру. З 1895 — приват-доцент політичної економії в Петербурзькому Університеті, 1899 звільнений за «вільнодумство», 1898 з'явилася його праця «Русская фабрика в прошлом и настоящем», в якій подана синтеза капіталістичного розвитку в Росії і критика поглядів народників та слов'янофілів на роль соціально-економічних інституцій, зокрема дрібного промислового виробництва. За цю працю здобув докторат Московського університету.
У 1901–1905 перебував на Полтавщині і брав деяку участь в українському суспільному житті, зокрема в Полтавському земстві. З 1905 вдруге приват-доцент Санкт-Петербурзького університету, одночасно професор економічного факультету Петербурзького Політехніки і Комерційного інститутів; також приватного університету Шанявського у Москві (кафедра кооперації). З 1901 Туган-Барановський цілком відмовився від попередніх поглядів і припинив співпрацю з представниками популярного тоді в Росії «легального марксизму». За цього другого періоду діяльності Туган-Барановський схилявся до поглядів неокантіянців й опублікував багато теоретичних й історичних праць, у яких складні явища суспільно-економічного життя пов'язував з ідеалами соціальної справедливості, що найвиразніше віддзеркалене в його працях з кооперативізму. До найважливіших праць цього періоду належать: «Очерки по истории политической экономии» (1901-2, в журналі «Народне Богатство») — перша праця про історію економічної доктрин у Російській Імперії; поширене вид. «Очерки по новейшей истории политической экономии» 1903; 3 вид. 1915, того ж року також німнецькою мовою), «Основы политической экономии», дуже популярний високошкільний підручник (1 вид. 1907, 5-те 1924; укр. переклад 1919), «Теоретические основы марксизма» (1905, також німецькою мовою), «Subjectivismus und Objectivismus in der Wertlehre» (1907), «Социальная теория общественного распределения» (1910; німецькою мовою 1913), «Социально-экономические идеалы нашого времени» (1913), «Социальные основы кооперации» (1916, 3 вид. 1919; у тому ж р. також скор. укр. вид. «Кооперація, її природа і мета»), «Бумажные деньги и металл» (1917), «О кооперативном идеале» (1918), «Вплив ідей політичної економії на природознавство та філософію» («Записки ВУАН», 1923) та ін. 1906 Туган-Барановський — головний редактор журналу «Вестник Кооперации», у 1910-их pp. — популярного серійного видання «Новые идеи в экономике» (5 випусків). Перед Першою світовою війною Туган-Барановський співпрацював із Михайлом Грушевським й іншими українськими ученими над підготовкою енциклопедичного довідника «Украинский народ в его прошлом и настоящем» (1914 — 16, 2 тт.), третій том якого, зредагований Туган-Барановським і присвячений народному господарству України, не з'явився.
У 1905 звернувся до Полтавського губернського земського зібрання з пропозицією про встановлення першого в Україні пам'ятника Тарасу Шевченку в Полтаві та розпочав збирання коштів для цієї мети, яку в майбутньому було реалізовано. Бере активну участь у роботі товариства взаємодопомоги вчителів Лохвиччини, у лохвицькому сільськогосподарському товаристві, у повітовому та губернському земствах. Був автором Декларації УНР «Економічна політика» (1917).
Влітку 1917 повернувся в Україну і як член УПСФ (доти був кадетом) брав активну участь в українському громадському і державному житті; недовгий час (серпень-листопад 1917) був генеральним секретарем фінансів, але найбільше уваги присвятив кооперативним справам. Туган-Барановський відстоював створення власної української валюти; опублікував статтю про усамостійнення українського кооперативного руху, редагував журнал «Українська Кооперація» та очолював Українське Товариство Економістів, брав участь у створенні УАН і в заснуванні Українського державного університету в Києві. Очолює створений за його ініціативою 5 грудня 1918 року Інститут з вивчення економічної кон'юнктури та народного господарства; інститут пропрацював до 1922 року. Стає фундатором Демографічного інституту, який з 1 січня 1919 очолив М. Птуха. 28 (15) листопада 1918 року наказом гетьмана Павла Скоропадського Туган-Барановського затверджено на посаді голови відділу соціальних наук. Дійсний член ВУАН (1918), голова соціально-економічного відділення (1919).
Помер раптово у поїзді дорогою до Парижа на станції Затишшя поблизу Одеси від серцевого нападу. Похований в Одесі.

## Творчий доробок
Його концепції стали підґрунтям розробленої Дж. М. Кейнсом теорії прогнозування ринкової кон'юнктури, проведенні ефективної економічної політики. Представник «легального марксизму». Один із найяскравіших представників ліберального руху в Україні. Брав участь у заснуванні Національної академії України. Міністр фінансів Української народної республіки (1917–1918). Головна праця — «Промислові кризи в сучасній Англії, їх причини і близький вплив на народне життя» (1894). Книга тричі перевидалася з різними доповненнями і була дуже позитивно сприйнята науковими колами у всій Європі.
Наукова спадщина Туган-Барановського становить близько 140 праць, які охоплюють майже всі ділянки економічної науки. Найбільше значення має його теорія періодичних криз, вивченню яких він присвятив низку праць, що з'явилися і в перекладах німецькою та французькою мовами і здобули йому світове ім'я. На основі його концепції кон'юнктурних циклів у Франції діяв постійний комітет для передбачення промислових криз.
Менш популярна його дуалістична теорія вартості, яка базується на критиці трудових теорій Девіда Рікардо і Карла Маркса та теорії граничної корисності австрійської економічної школи. Туган-Барановський багато уваги присвятив кооперації, завдяки дослідженню якої він увійшов до числа найвидатніших теоретиків кооперативного руху у Східній Європі.

## Вшанування пам'яті

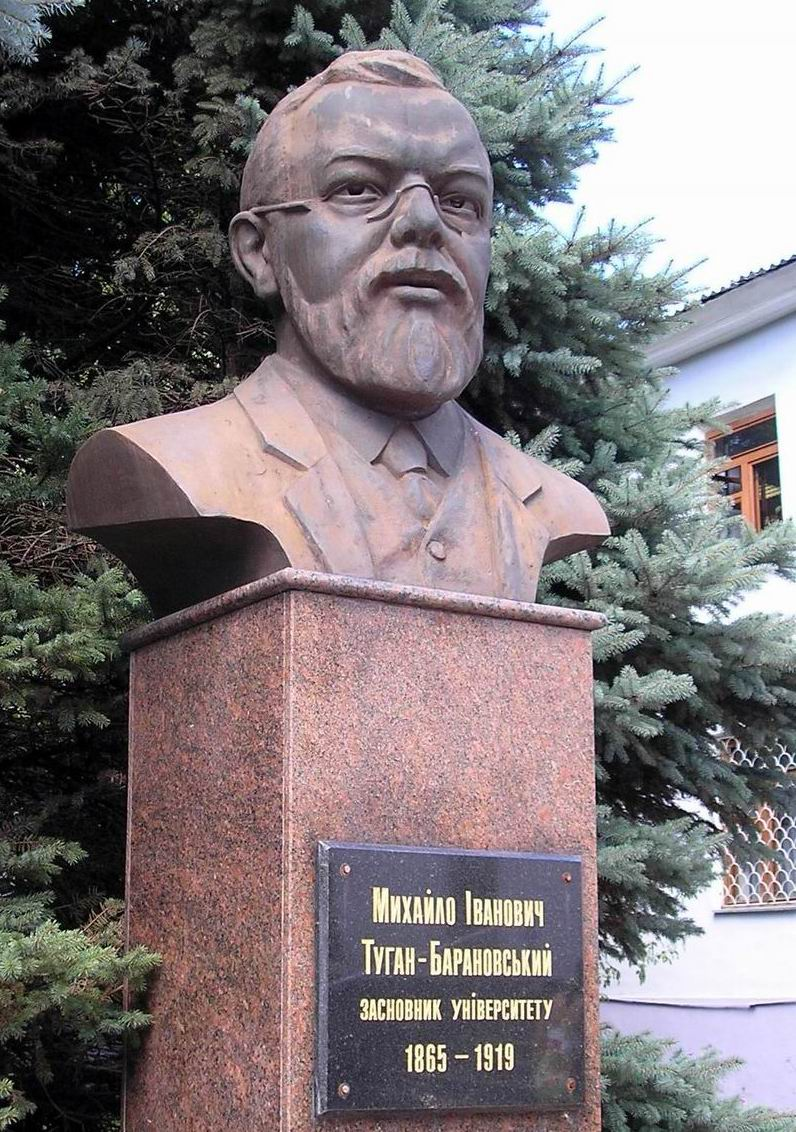
Пам'ятник у Донецьку

- Його іменем названо Донецький національний університет економіки та торгівлі. Біля цього університету йому у 2002 році встановлено пам'ятник (скульптор Микола Посполітак)[7].
- Академія економічних наук України заснувала медаль імені М. І. Туган-Барановського.
- Іменем Михайла Туган-Барановського названо вулиці в містах Львові, Полтаві, Первомайську.
- У місті Дніпро вулицю Спартака перейменували на вулицю Михайла Туган-Барановського.[8]